# Атлантски океан
Атлантски океан је други по величини океан, заузимајући отприлике једну петину Земљине површине. Назив океана, потиче из грчке митологије, и значи „Атласово море”.
Атлантски океан је океан који раздваја Северну и Јужну Америку од Европе и Африке.
Атлантски океан је од севера према југу издужени базен у облику слова С, кога се у подручју екваторских противструја на приближно 8° северне ширине може поделити на северни и јужни део. На западу га окружују Северна и Јужна Америка, на истоку Европа и Африка, а преко Арктичког океана на северу и Дрејковог пролаза на југу повезан је са Тихим океаном. Од 1914. године постоји и веза са Пацификом кроз Панамски канал. На истоку граница Атлантског и Индијског океана тече по 20° источне дужине. Граница са Арктичким океаном иде по изломљеној линији од Гренланда до најјужнијих делова Свалбарда и назад на југ до Норвешке.
Атлантски океан покрива око 20% површине Земље и други је по величини након Тихог океана. Заједно са суседним морима обухвата површину од око 106.450.000 km²; а без њих 82.362.000 km². Површина копна са ког се реке сливају у Атлантски океан је двоструко већа од површине копна које напаја Тихи и Индијски океан заједно. Запремина Атлантског океана са суседним морима је 354.700.000 km³, а без њих 323.600.000 km³.
Просечна дубина Атлантика и суседних мора је 3.332 m; а без њих чак 3.926 m. Најдубља тачка, 8.376 m, налази се у Порториканској бразди. Ширина океана креће се од 2.848 km између Бразила и Либерије до око 4.830 km између САД и северне Африке.
Обала Атлантског океана је разведена, са бројним заливима и морима, укључујући Карипско море, Мексички залив, Залив Сен Лорен, Средоземно море, Црно море, Северно море, Балтичко море, Норвешко море и Веделово море. Међу острвима Атлантског океана истичу се Свалбард, Гренланд, Исланд, Велика Британија, Ирска, Велики и Мали Антили, Фернандо де Норонха, Азори, Мадеира, Канарска Острва, Зеленортска Острва, Бермуди, Кариби, Асенсион, Света Јелена, Тристан да Куња, Фолкландска Острва и Јужна Џорџија.

## Историја
Назив Атлантис је први употребио Херодот подразумевајући притом океан око тада познатог света. Назив потиче од имена титана Атланта који је, према легенди, морао да леђима да носи небески свод. Међутим, могуће је да је Атлантик назив добио и по митском континенту који је наводно у њему постојао - Атлантида.
Једни од првих људи који су пловили Атлантиком су били Феничани који су пловили источним обалама већ око 1200. п. н. е. Они су открили Канарска острва. Картагински морепловац Ханон Морепловац је, наводно, око 465. п. н. е. пловио обалом Африке све до Гвинејског залива, а његов савременик и земљак Химилко до Бретање. Питија Масилиски је 325. п. н. е. пловио до Бретање и Шетландских острва. Међутим већи део пловидбе у старом веку је био сконцентрисан на Средоземно море, док је по Атлантском океану постојала пловидба углавном у рејону Галије, Британских острва и Иберије. Све пловне руте тог времена су водиле у Средоземно море.
Ни у средњем веку се ситуација није много променила, јер је поимање света још увек било базирано на Птолемејевом учењу. Једини изузетак у том периоду су били Нормански Викинзи који су пловили западно и северозападно. Населили су 861. Фарска Острва, 865. Исланд, 982. југозападне обале Гренланда. Одатле је морепловац Лејф Ериксон предузео даља, врло опасна, путовања на запад, да би 1001. године ступио на тло Лабрадора. 1003. и 1006. Викинзи су пловили даље на југ створивши прве европске насеобине на тлу Америке (или Винланда, како су они називали новооткривену земљу). Колонизација је била кратког века, па је ово откриће временом потпуно заборављено.
Даљи подстрек за истраживање Атлантика су несвесно дали Османски Турци својим заузимањем Средњег истока и пресецањем трговинског пута са Индијом. Европљани су морали да се окрену тражењу поморског пута до Индије, што је резултовало многим експедицијама по Атлантском океану и откривању „нових земаља”. Ђеновљанин у шпанској служби, Кристифор Колумбо, је у периоду 1492. до 1503. открио Бахамска и Антилска острва, искрцао је се на јужноамеричко копно негде у близини данашњег Тринидада. Пут до Индије је, током својих експедиција, открио Португалац у шпанској служби, Фернандо Магелан 1520. године. Ђеновљанин у британској служби, Ђовани Кабото (познатији као Џон Кебот) је 1492. допловио до обала Нове Шкотске.
Откривање „Новог света” и његова колонизација, те трговинске размирице између земаља колонизатора (Шпаније, Португалије, Велике Британије, Француске и Холандије) довеле су до сталних сукоба њихових морнарица и до гусарења у водама Атлантика. Од стварања независности САД, Америчка морнарица константно јача, да би из Светских ратова САД дефинитивно изашле као највећа поморска сила на Атлантику. То је још више појачано стварањем НАТО-а и здружених поморских сила Алијансе.
Чарлс Линдберг је први прелетео Атлантик 1927. године.

## Обале
На Атлантику се срећу типични облици флувијалних, глацијалних и еолских облика обала, у ерозивном или акумулативном виду. Најчешће су обале нормалног флувијалног рељефа које разграђују многобројне притоке. Ријаси су типски развијени у западној Ирској, југозападу Велике Британије, у Бретањи и на северозападу Шпаније. На америчкој страни чести су у подгорју Апалачких планина. Обале са естуарима заступљене су у Француској, на ушћу Жиронде, Лоаре, Сене и Соме, у Енглеској на ушћу Северна и Темзе. Делте су најразвијеније на ушћу Мисисипија, Амазона и Нигера. Глацијалних, ерозивних и акумулативних облика има у поларним областима, а фосилних у нижим ширинама. Фјордови су заступљени на обалама Норвешке, северозападне Шкотске, Исланда, Гренланда, Бафинговог Острва и Лабрадора. На јужној хемисфери фјордова има на Огњеној Земљи и на острвима Антарктика. Обале западне Африке, Бискајског Залива, Јиланда и атлантске обале Флориде су еолског порекла.
Неки приморски крајеви су набрани у архајско и палеозојско доба. Радом спољашњих сила ове области су касније толико снижене да је у њих продрло море и наталожило маринске седименте, или су, пак, просечене раседима дуж којих су створени хорстови и котлине. Такве облике налазимо у јужној Енглеској, Ирској, јужној Норвешкој, Бретањи и Португалу, а сличног су карактера обале Африке, Јужне Америке и југоисточног дела Северне Америке. Бразилска обала је нарочито испресецана раседима.

## Дно
Атлантик се одликује изразитом развијеношћу рељефа. Ширина и нагиб континенталне падине је различита. Пред северноамеричком обалом је стрма, дубине се нагло повећавају до 3000 m. Понегде досежу и 4000 m. Слично је са обалама Пиринејског полуострва, Африке, североисточног дела Бразила, а у прибрежју северозападне Европе континентална падина се спушта постепено.
Средином Атлантског океана се издиже Средишњи Атлантски Гребен који дели Атлантску бразду на Источну и Западну. Дуг је око 18000 km, има облик венца и пружа се у облику слова S правцем пружања обала. Дубине на Средишњем Атлантском Гребену нигде не прелазе 4000 m, а доста је делова где је дубина знатно испод 3000 m, понегде се дешава чак да покоји врх избија из мора. Удубљење Романш (7370 m), скоро на самом екватору, дели гребен на два дела: Северни Атлантски Гребен и Јужни Атлантски, или, Чаленџеров Гребен. Северни Атлантски Гребен се састоји од два, а Јужни од три упоредна венца, сви су растављени кањонским долинама.
Од Средишњег Атлантског Гребена издвајају се поједини мањи гребени делећи Атлантску увалу (бразду) у мање увале. Гребен Пара, који је у екваторијалном делу паралелан са Атлантским Гребеном и обалом Бразила, дели западну половину Атлантске увале у северни и јужни део. Северозападно од гребена Пара, налази се Гвијанска увала (6035m), а између Антилских Острва и обала Северне Америке се налази Северноамеричка Увала са тачком Нарес на дубини од 6995 m. Јужни обод ове увале чини уски Порторикански Ров са највећом дубином 8605 m, што је уједно и највећа дубина Океана. Према северу дубине постепено опадају до Телеграфског Платоа (тако названог јер је по њему положена већина трансатлантских каблова) и ретко где прелазе дубину од 4000 m.
Уз обале дно је прекривено теригеним муљем спраним са обала речним токовима или донесеним морским струјама и пловним ледом. Покрива око 25% целокупне површине дна. Црвена глина преовлађује у дубинама и на дну већих увала. Одређене количине коралних наслага постоје у тропским пределима.
Стрме падине и нераван терен дна указују на јаку сеизмичку и вулканску активност. Под морем има доста угашених вулканских купа, а постоје и магматски токови. Нека острва су вулканског порекла као нпр. Азорска, Тристан де Куња и острва Гвинејског Залива. Сеизмичка зона са обе стране екватора захвата простор између 15° и 35° западне дужине, тј. око 700.000 km². У околини увале Романш регистровано је преко 90 подводних земљотреса.